# Veremundo
Veremundo (traducido al castellano con otros nombres como Vermudo o Bermudo) es el nombre de un hipotético rey suevo de Galicia, que habría reinado alrededor del año 485, durante el periodo de oscuridad que siguió a la conversión de los suevos al Arrianismo (466) y a la muerte del cronista Hidacio (469).

## Biografía
Si en realidad existió, fue indudablemente arriano.
La existencia de Veremundo es una conjetura basándose en las inscripciones del siglo VI descubiertas por Salvador de Vairão. La fecha de dichas inscripciones se datan alrededor de 485, aunque algunos otros lo han datado en el siglo VIII, enlazando la figura de Veremundus con la de Bermudo I de Asturias; y más recientemente se han datado en el 535.